# Oekraïne op het Junior Eurovisiesongfestival 2011
Oekraïne nam deel aan het Junior Eurovisiesongfestival 2011 in Jerevan, Armenië. Het was de 6de deelname van het land op het Junior Eurovisiesongfestival. NTU was verantwoordelijk voor de Oekraïense bijdrage voor de editie van 2011.

## Selectieprocedure
Op 22 april 2011 gaf de Oekraïense nationale omroep te kennen te zullen deelnemen aan de negende editie van het Junior Eurovisiesongfestival. Dit was enigszins opvallend, aangezien verwacht werd dat het land zich zou terugtrekken nadat het land laatste werd in 2010. Oekraïne was het zevende land dat zijn deelname bevestigde.
Van 4 mei tot en met 15 juni waren er regionale castings in Ivano-Frankivsk, Odessa, Donetsk, Charkov, Dnjepropetrovsk en Poltava. De dertig besten uit deze preselectie werden uitgenodigd om deel te nemen aan een interne selectie op het hoofdkantoor van NTU in hoofdstad Kiev. Tijdens deze ronde zou een vakjury de vijftien finalisten kiezen die mochten deelnemen aan de nationale finale op zondag 31 juli. De jury vond dat de kwaliteit van de liedjes echter zo hoog lag dat er twintig finalisten werden aangeduid. In die nationale finale, op zondag 31 juli, trok Kristall uiteindelijk aan het langste eind met het nummer Evropa.

## Dityache Evrobachennya 2011
| Plaats | Artiest                  | Lied                    | Punten |
| ------ | ------------------------ | ----------------------- | ------ |
| 1      | Kristall                 | Evropa                  | 20     |
| 2      | Viktoriya Kobzar         | Charivna nich           | 15     |
| 3      | Marta Kvochak            | Schastya                | 13     |
| 4      | Milashky                 | Internet i chat         | 10     |
| 5      | Fleshki                  | OK!                     | 9      |
| 5      | Hrystyna Dudchak         | Oy, Molfare, charodiyu! | 9      |
| 5      | Tamara Lohvinova         | Ya koxayu tebe          | 9      |
| 8      | Olga Kovalska            | Z dnem narodzhennya     | 8      |
| 9      | Diana Miroshnychenko     | Za gori, hey!           | 7      |
| 9      | Nicola Zanderey          | Futbol                  | 7      |
| 11     | Amanda Koenig            | Hip-hop                 | 6      |
| 12     | Anastasiya Kalynova      | Bravo, bravo, Mr. Bond  | 5      |
| 13     | Anton Mykhailyuk         | Prokintes lyudi         | 3      |
| 13     | Nicoletta Petryuk        | Kol’oroviy dosch        | 3      |
| 15     | Anastasiya Shevchenko    | Chobitki                | 2      |
| 15     | Karina Mazurk            | Morska zirka            | 2      |
| 15     | Li                       | Koroleva Disko          | 2      |
| 15     | Mariana Scherbak         | Chudova podorzh         | 2      |
| 15     | Olena Nasyenkova         | Popelyushka             | 2      |
| 15     | Uncle Slava & Inna Riche | Diskoteka na seli       | 2      |

## In Jerevan
In oktober werd de startvolgorde geloot. Oekraïne trad als zevende van dertien landen aan, na Litouwen en voor Macedonië. Kristall werd getipt als kandidate voor de eindoverwinning, maar eindigde uiteindelijk op een telleurstellende elfde plaats, met 42 punten.